# Horní Ešera
Horní Ešera (abchazsky Аҩадахьтеи Ешыра, rusky Верхняя Эшера, gruzínsky ზემო ეშერა – Zemo Ešera, nebo ვერხნაია ეშერა – Verchnaia Ešera) je vesnice v Abcházii, v okrese Suchumi. Od abchazského hlavního města Suchumi je vzdálena zhruba 12 km severozápadním směrem. Obec sousedí na západě se Psyrdzchou v okrese Gudauta, na východě s Gumou a s Jaštchvou, na jihovýchodě s Gumistou podél stejnojmenné řeky a na jihu s Ešerou. Na severu od obce se rozkládá těžko prostupný Abchazský hřbet, jenž tvoří součást Velkého Kavkazu. Obcí prochází hlavní silnice spojující Suchumi s Ruskem.
Oficiálním názvem obce je Vesnický okrsek Horní Ešera (rusky Верхне-Эшерская сельская администрация, abchazsky Аҩадахьтеи Ешыра ақыҭа ахадара). Za časů Sovětského svazu se okrsek jmenoval Horní Ešerský selsovět (Верхне-Эшерский сельсовет).

## Části obce
Součástí Horní Ešery jsou následující části:
- Horní Ešera (Аҩадахьтеи Ешыра)
- Abacugdara / Abarcugdara (Абацәӷдара / Абарцәӷдара)
- Adzygež (Аӡыгьажь / Аӡыгьежь)
- Ambarychuca (Амбарыхәҵа / Амбархәҵа)
- Agrybžyca (Агрыбжьыҵа)
- Parčada (Ԥарчада)
- Pyšuta (Пышәҭа)
- Uazabaa (Уазабаа)

## Historie
V obci se dochovaly dolmeny a hrobky z 1. století př. n. l..
Od konce 19. století zde převažuje arménské obyvatelstvo a počet vesničanů zde dosáhl k roku 1989 téměř 2000. Během války v Abcházii a po ní polovina obyvatel Horní Ešeru opustila. Velmi blízko vesnici se totiž nacházela frontové linie při řece Gumistě.

## Obyvatelstvo
Dle nejnovějšího sčítání lidu z roku 2011 je počet obyvatel této obce 1052 a jejich složení následovné:
- 737 Arménů (70,1 %)
- 243 Abchazů (23,1 %)
- 12 Rusů (1,1 %)
- 60 ostatních národností (5,7 %)

Před válkou v Abcházii žilo v obci bez přičleněných vesniček 738 obyvatel. V celém Horním Ešerském selsovětu žilo 1953 obyvatel.